# Loange
Loange eller Lwange är en flod i nordöstra Angola och södra centrala Kongo-Kinshasa, och utgör ett biflöde till Kasaï. I Angola rinner floden genom provinsen Lunda Norte, i Kongo-Kinshasa genom Kwango och Kwilu innan den bildar gräns mellan den sistnämnda och Kasaï. Kortare sträckor utgör den också i landgräns respektive gräns mellan Kwango och Kwilu. Floden är segelbar året runt upp till 120 km från mynningen, där vattnet från lac Matshi rinner ut i den. Vid högvatten är den segelbar till 190 km från mynningen.